# غوردون إل. ماكدونو
غوردون إل. ماكدونو هو كيميائي وسياسي أمريكي، ولد في 2 يناير 1895 في بوفالو في الولايات المتحدة، وتوفي في 25 يونيو 1968 في بيثيسدا في الولايات المتحدة. نشط حزبياً في الحزب الجمهوري. وقد انتخب رئيس مجلس الإدارة وانتخب عضو ‏ (1933 – 1944) وانتخب عضو مجلس النواب الأمريكي ‏.